# Estadi Al Thumama
L'estadi Al Thumama és un estadi de futbol situat a Doha, Qatar. És una de les seus oficials de la Copa Mundial de Futbol de 2022.
La inauguració de l'estadi va tenir lloc el 22 d'octubre del 2021, a la nit, quan l'estadi Al Thumama va acollir la final de la Copa Amir entre els equips Al Rayyan i Al Sadd.
La seva forma s'assembla a un tocat àrab conegut com a gahfiya. Amb capacitat de quaranta mil persones, l'estadi s'ubicarà al poblat d'Al Thumama, als afores de Doha. A més, es connectarà a la ciutat capital per mitjà del sistema de metro nacional.
La construcció de l'estadi Al Thumama, juntament amb altres estadis construïts en previsió de la Copa del Món de la FIFA 2022, ha estat condemnada per múltiples organitzacions de drets humans. Amnistia Internacional al·lega que fins a quinze mil treballadors migrants han mort mentre treballaven en males condicions a les obres de construcció dels estadis de Qatar.

## Copa del Món de Futbol del 2022
| Data | Selecció            | Resultat | Selecció            | Fase             |
| ---- | ------------------- | -------- | ------------------- | ---------------- |
| 21   | Senegal             | 0–2      | Països Baixos       | Grup A           |
| 23   | Espanya             | 7–0      | Costa Rica          | Grup E           |
| 25   | Qatar               | -        | Senegal             | Grup A           |
| 27   | Bèlgica             | -        | Marroc              | Grup F           |
| 29   | Iran                | -        | Estats Units        | Grup B           |
| 1    | Canadà              | -        | Marroc              | Grup F           |
| 4    | 1er lloc grup D     | -        | 2n lloc grup C      | Vuitens de final |
| 10   | Guanyador partit 55 | -        | Guanyador partit 56 | Quarts de final  |